# Eugen Steimer

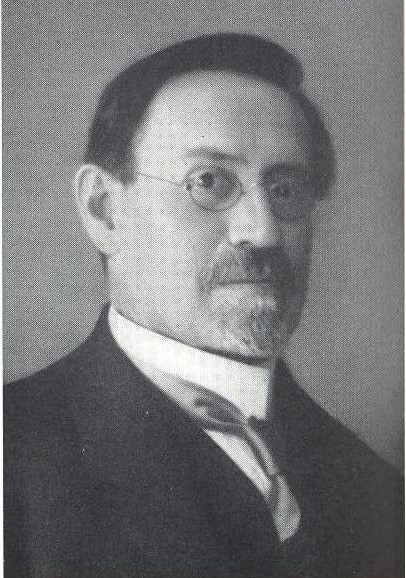
Eugen Steimer, um 1910

Eugen Steimer (* 20. Oktober 1860 in Baden, Kanton Aargau; † 15. November 1926 ebenda, heimatberechtigt in Wettingen) war ein Schweizer Dekorationsmaler und Zeichenlehrer.

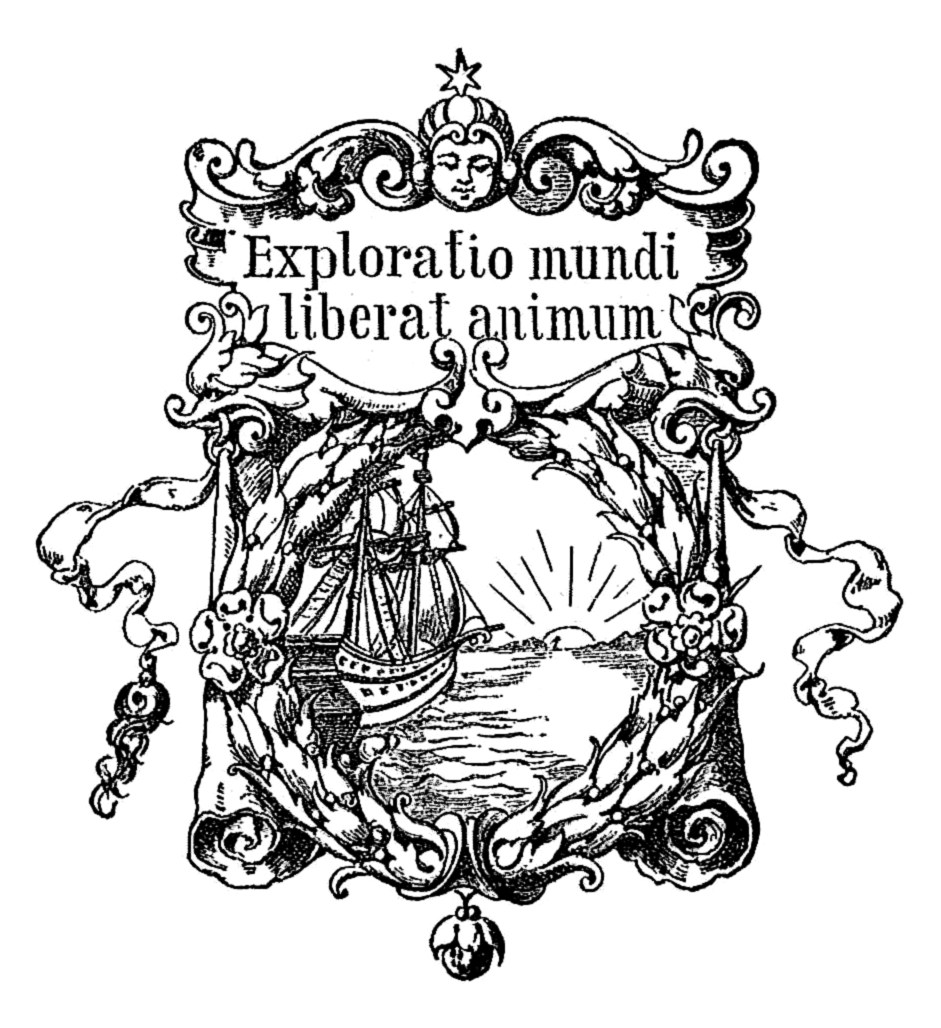
Von Eugen Steimer gestaltetes Signet der Mittelschweizerischen Geographisch-Commerciellen Gesellschaft

## Leben und Werk
Steimer war ein Sohn des Dekorationsmalers und Antiquars Johann (1828–1899). Steimer studierte an der Industrieschule in Neuenburg, an der Kunstakademie in Dijon, an der Malschule in Rotterdam, am Technikum in Buxtehude, an der Kunstgewerbeschule Karlsruhe und am South-Kensington-Museum in London.
Nachdem Steimer als Dekorationsmaler in Paris, Amsterdam, Den Haag, Bremen, Berlin, München und Wien gearbeitet hatte, kehrte er 1886 nach Baden zurück, wo er in das väterliche Geschäft eintrat. Ab 1887 unterrichtete Steimer als Zeichenlehrer an der Bezirksschule in Bremgarten, 1888 in Zurzach und ab 1889 an der Bezirksschule Muri. Steimer restaurierte u. a die Fresken von Rudolf Schwerter am Schulhaus in Brugg sowie die Altargemälde in den Kirchen von Baden und Göslikon.
Steimer unterrichtete ab 1895 im neu gegründeten «Gewerbemuseum in Aarau» (heute Schule für Gestaltung Aargau) den Fachunterricht in dekorativem Malen. Seine Schüler waren u. a. Otto Wyler, Ernest Bolens, Max Burgmeier, Eugen Maurer, Otto Ernst, Fritz Brunnhofer und Erwin Roth.
1903 wurde Steimer als Zeichenlehrer an das Lehrerseminar Wettingen berufen. 1924 musste er aus gesundheitlichen Gründen die Lehrtätigkeit beenden.